# (390) Alma
Alma és l'asteroide número 390 que fou descobert per l'astrònom Guillaume Bigourdan des de l'observatori de París (França), el 24 de març de 1894.
1. 1 2 3 4 5 6  «JPL Small-Body Database». [Consulta: 18 octubre 2023].
2. ↑  Afirmat a: Minor Planet Center Database.
3. 1 2 3 4 5 6 7 8  «JPL Small-Body Database». [Consulta: 30 novembre 2024].
4. ↑  «JPL Small-Body Database». [Consulta: 4 novembre 2024].